# Laura Vervacke
Laura Vervacke (Kortrijk, 2 februari 1996) is een Belgisch voetbalspeelster.
In seizoen 2020/21 speelt zij voor SV Zulte Waregem in de Belgische Super League.

## Statistieken
| Seizoen | Club          | Land   | Competitie   | Wedstrijden | Doelpunten |
| ------- | ------------- | ------ | ------------ | ----------- | ---------- |
| 2012/13 | Zulte-Waregem | België | BeNeLeague   | 7           | 0          |
| 2020/21 | Zulte Waregem | België | Super League |             |            |
| Totaal  | Totaal        | Totaal | Totaal       | 7           | 0          |

Laatste update: november 2020

## Privé
In 2018 studeerde Vervacke in Denemarken, daar speelde ze voor ASA Aarhus in de Deense eerste divisie.